# Bộ định tuyến

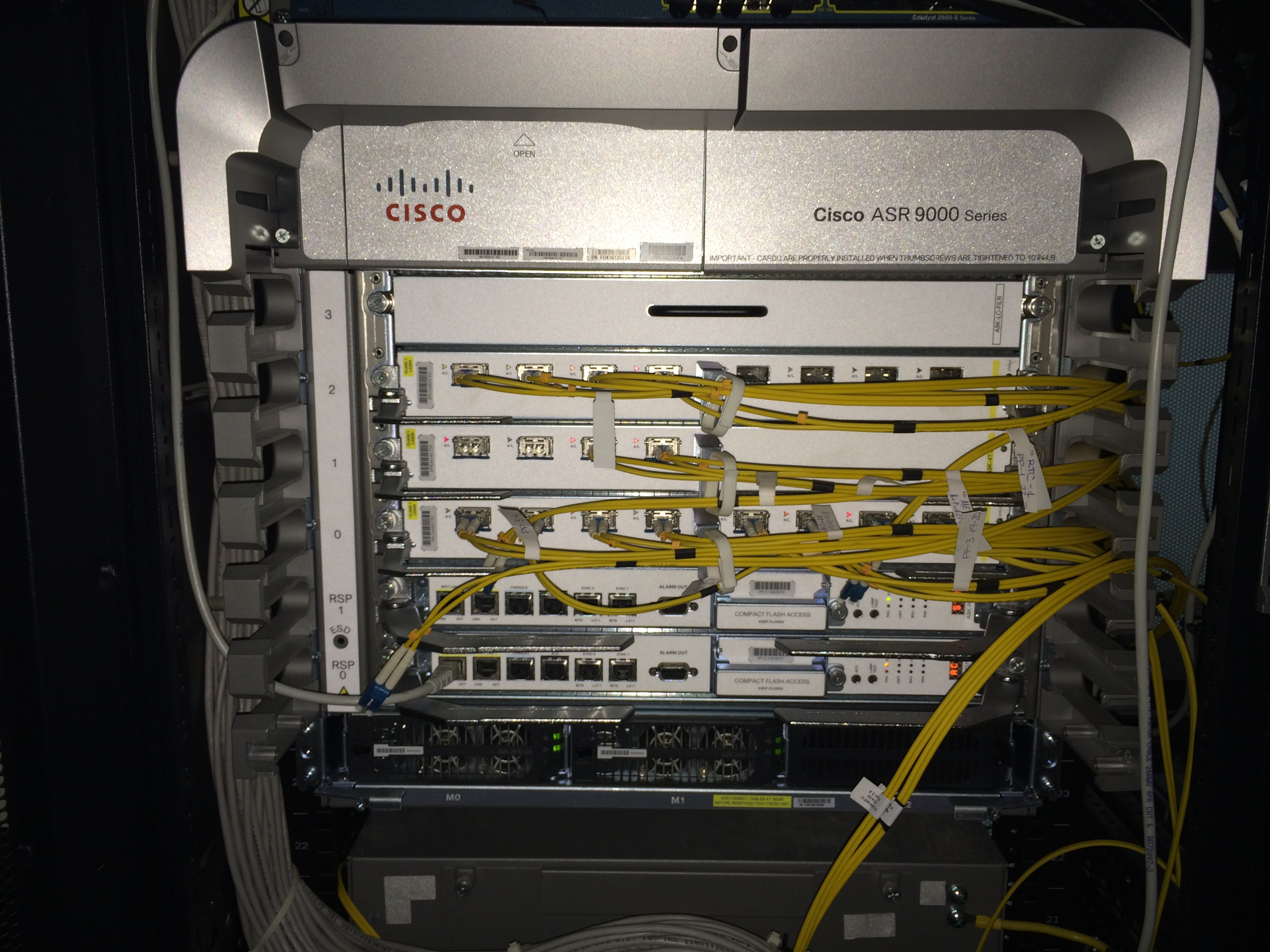
Rack chứa một số bộ định tuyến cấp doanh nghiệp được kết nối với nhiều mạng

Bộ định tuyến, thiết bị định tuyến (tiếng Anh: router) là thiết bị mạng chuyển tiếp gói dữ liệu giữa các mạng máy tính. Bộ định tuyến thực hiện các chức năng định hướng lưu lượng trên Internet. Dữ liệu được gửi qua internet, chẳng hạn như trang web hoặc email, ở dạng gói dữ liệu. Một gói tin thường đượcchuyển tiếp từ một bộ định tuyến đến một bộ định tuyến khác thông qua các mạng cấu thành liên mạng (ví dụ: Internet) cho đến khi nó đến nút mạng.
Bộ định tuyến được kết nối với hai hoặc nhiều đường dữ liệu từ các mạng IP khác nhau. Khi một gói dữ liệu đến trên một trong các dòng, bộ định tuyến đọc thông tin địa chỉ mạng trong tiêu đề gói để xác định đích cuối cùng. Sau đó, sử dụng thông tin trong bảng định tuyến (routing table) hoặc chính sách định tuyến (routing policy) của nó, nó hướng gói tin đến mạng tiếp theo trên hành trình của nó.
Loại bộ định tuyến IP quen thuộc nhất là bộ định tuyến gia đình và văn phòng nhỏ chỉ chuyển tiếp gói IP liên kết có chủ đích tới disambig, có thể là IPv4 hoặc IPv6 giữa máy tính gia đình và Internet. Các bộ định tuyến phức tạp hơn, chẳng hạn như bộ định tuyến doanh nghiệp, kết nối các mạng doanh nghiệp hoặc ISP lớn với bộ định tuyến lõi mạnh mẽ chuyển tiếp dữ liệu ở tốc độ cao dọc theo các đường cáp quang của Internet backbone.

## Các ứng dụng

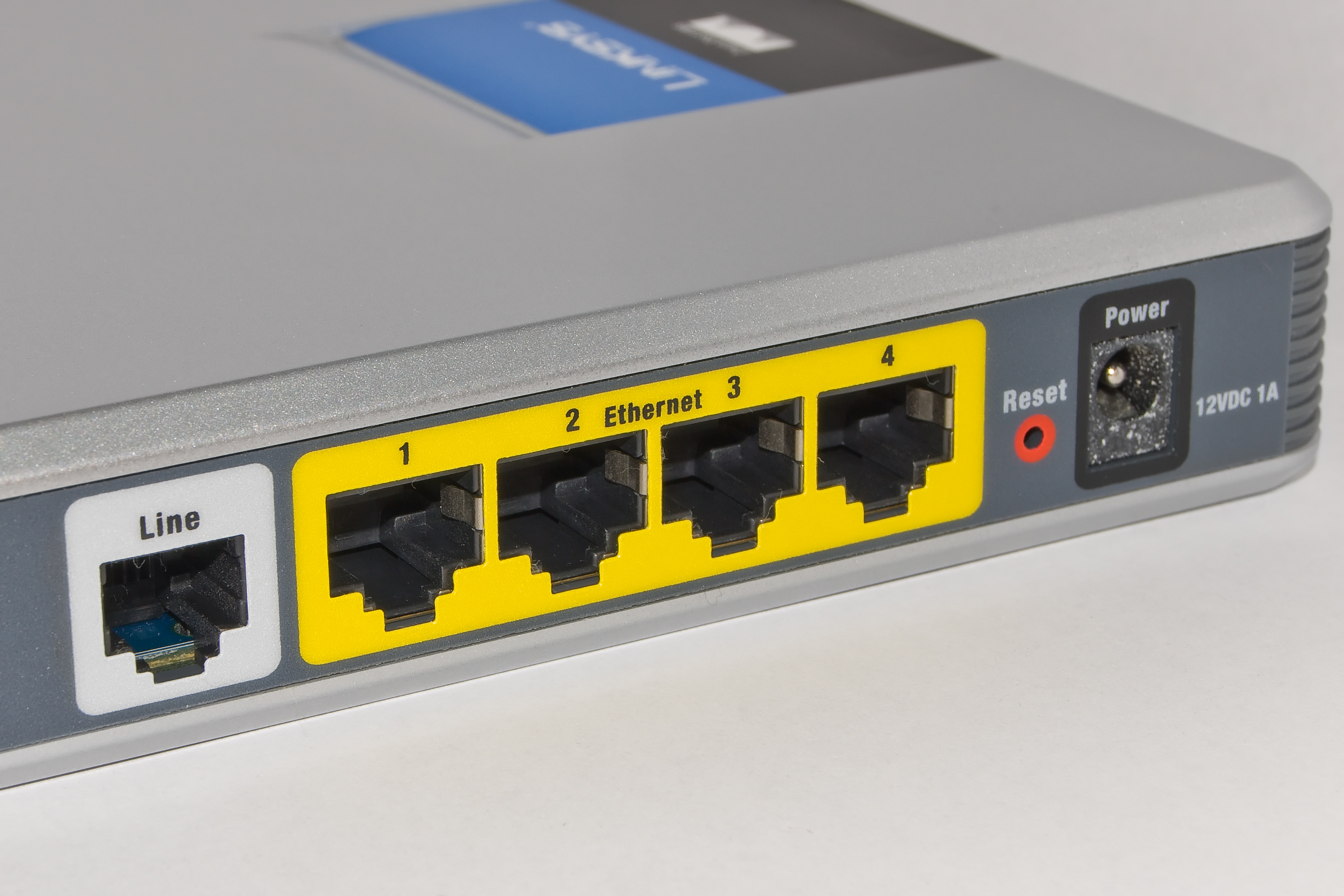
Bộ định tuyến DSL thông thường dành cho gia đình hoặc văn phòng nhỏ hiển thị lổ cắm điện thoại (bên trái, màu trắng) để kết nối nó với internet bằng ADSL và giắc cắm Ethernet (bên phải, màu vàng) để kết nối với máy tính và máy in gia đình.

Bộ định tuyến có thể có các giao diện cho các loại kết nối lớp vật lý khác nhau, chẳng hạn như cáp đồng, cáp quang hoặc truyền không dây. Nó cũng có thể hỗ trợ các tiêu chuẩn truyền tầng mạng khác nhau. Mỗi giao diện mạng được sử dụng để cho phép các gói dữ liệu được chuyển tiếp từ hệ thống truyền dẫn này sang hệ thống truyền dẫn khác. Bộ định tuyến cũng có thể được sử dụng để kết nối hai hoặc nhiều nhóm thiết bị máy tính hợp lý được gọi là mạng con, mỗi nhóm có một tiền tố mạng khác nhau.

## Công dụng
Theo cách nói thông thường, một router hoạt động như một liên kết giữa hai hoặc nhiều mạng và chuyển các gói dữ liệu giữa chúng. Router dựa vào bảng định tuyến (routing table) để tìm đường đi cho gói dữ liệu. Bảng định tuyến được quản trị mạng cấu hình tĩnh (static), nghĩa là được thiết lập 1 lần và thường do quản trị mạng nhập bằng tay, hoặc động (dynamic), nghĩa là bảng tự học đường đi và nội dung tự động thay đổi theo sự thay đổi của tô pô mạng. Một cách giúp xây dựng bảng định tuyến là theo hướng dẫn của CCNA.
Router không phải một thiết bị chuyển mạch (network switch).

### Truy cập, cốt lõi và phân phối

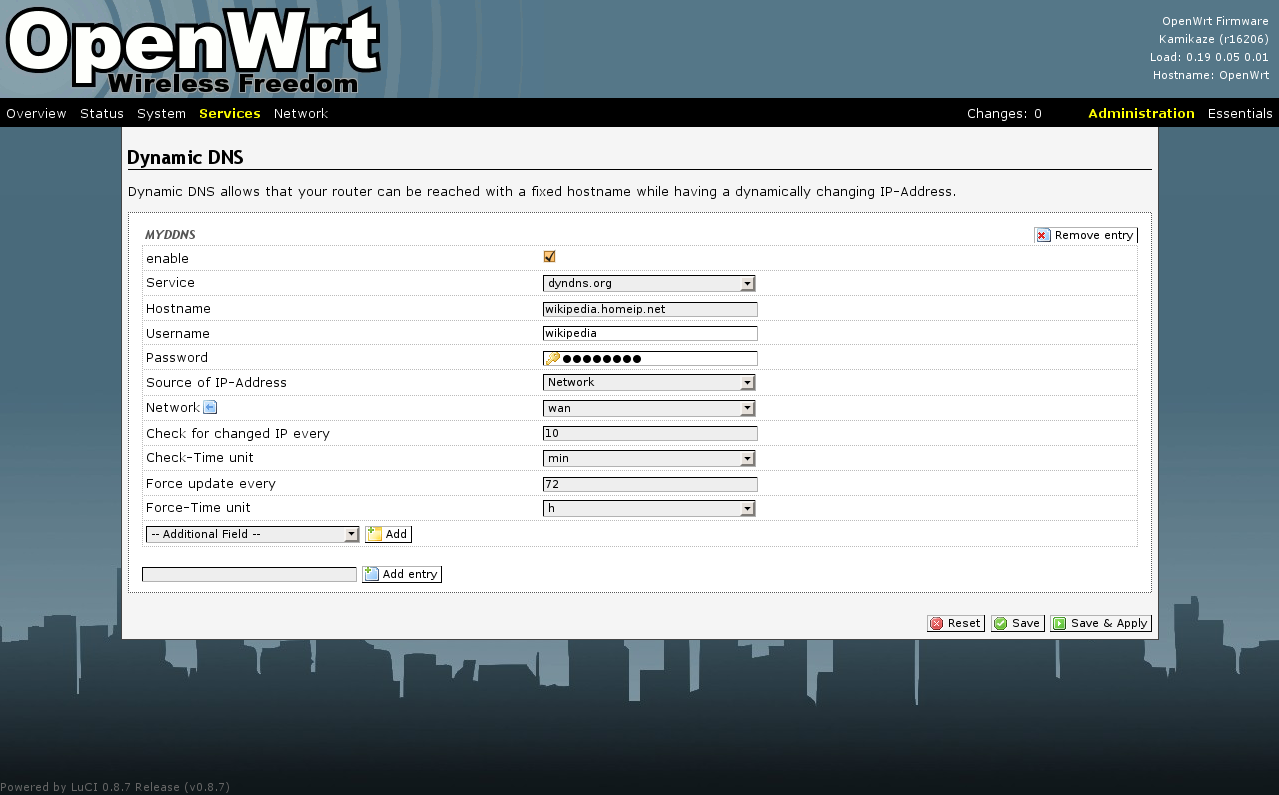
Ảnh chụp màn hình của giao diện web LuCI được OpenWrt sử dụng. Trang này định cấu hình DNS động.

Bộ định tuyến truy cập, bao gồm các kiểu văn phòng nhỏ/văn phòng tại nhà (SOHO), được đặt tại nhà và các địa điểm của khách hàng, chẳng hạn như văn phòng chi nhánh không cần định tuyến phân cấp của riêng họ. Thông thường, chúng được tối ưu hóa để có chi phí thấp. Một số bộ định tuyến SOHO có khả năng chạy chương trình cơ sở dựa trên Linux miễn phí thay thế như Tomato, OpenWrt hoặc DD-WRT.

### Bảo mật
Mạng bên ngoài phải được xem xét cẩn thận như một phần của chiến lược bảo mật tổng thể của mạng cục bộ. Bộ định tuyến có thể bao gồm khả năng xử lý tường lửa, VPN và các chức năng bảo mật khác hoặc chúng có thể được xử lý bởi các thiết bị riêng biệt. Bộ định tuyến cũng thường thực hiện dịch địa chỉ mạng để hạn chế các kết nối được khởi tạo từ các kết nối bên ngoài nhưng không được tất cả các chuyên gia công nhận là một tính năng bảo mật. Một số chuyên gia cho rằng bộ định tuyến mã nguồn mở an toàn và đáng tin cậy hơn bộ định tuyến mã nguồn đóng vì bộ định tuyến nguồn mở cho phép nhanh chóng tìm ra và sửa chữa các lỗi.

## Lịch sử

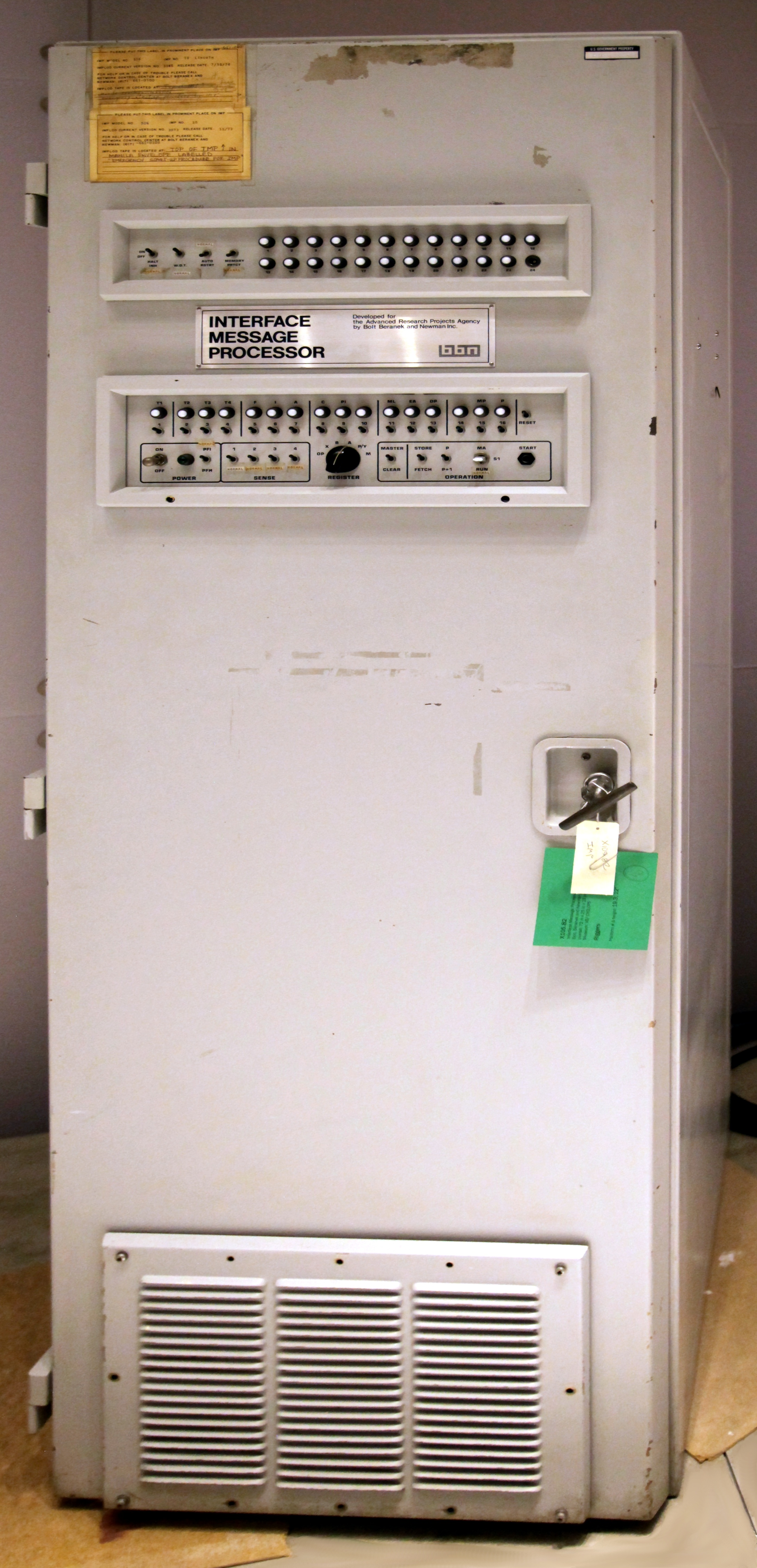
Bộ định tuyến ARPANET đầu tiên, Bộ xử lý giao diện thông báo, được chuyển giao cho UCLA vào ngày 30 tháng 8 năm 1969 và trực tuyến vào ngày 29 tháng 10 năm 1969

Khái niệm về Giao diện máy tính được Donald Davies đề xuất lần đầu tiên cho mạng NPL vào năm 1966. Ý tưởng tương tự đã được Wesley Clark hình thành vào năm sau để sử dụng trong ARPANET. Được đặt tên là Interface Message Processors (IMP), những máy tính này về cơ bản có chức năng giống như bộ định tuyến ngày nay. Ý tưởng về một bộ định tuyến (được gọi là gateway vào thời điểm đó) ban đầu xuất hiện thông qua một nhóm các nhà nghiên cứu mạng máy tính quốc tế có tên là International Networking Working Group (INWG). Thành lập vào năm 1972 như một nhóm không chính thức để xem xét các vấn đề kỹ thuật liên quan đến việc kết nối các mạng khác nhau, nhóm đã trở thành một tiểu ban của Liên đoàn Quốc tế về Xử lý Thông tin vào cuối năm đó. Các thiết bị cổng này khác với hầu hết các sơ đồ chuyển mạch gói trước đây theo hai cách. Đầu tiên, họ kết nối các loại mạng khác nhau, chẳng hạn như đường dây nối tiếp và mạng cục bộ. Thứ hai, chúng là các thiết bị không có kết nối, không có vai trò đảm bảo rằng lưu lượng truy cập được phân phối một cách đáng tin cậy, để lại hoàn toàn chức năng đó cho các máy chủ. Ý tưởng cụ thể này, nguyên tắc end-to-end, trước đây đã được tiên phong trong mạng CYCLADES.